# アレトゥーサ

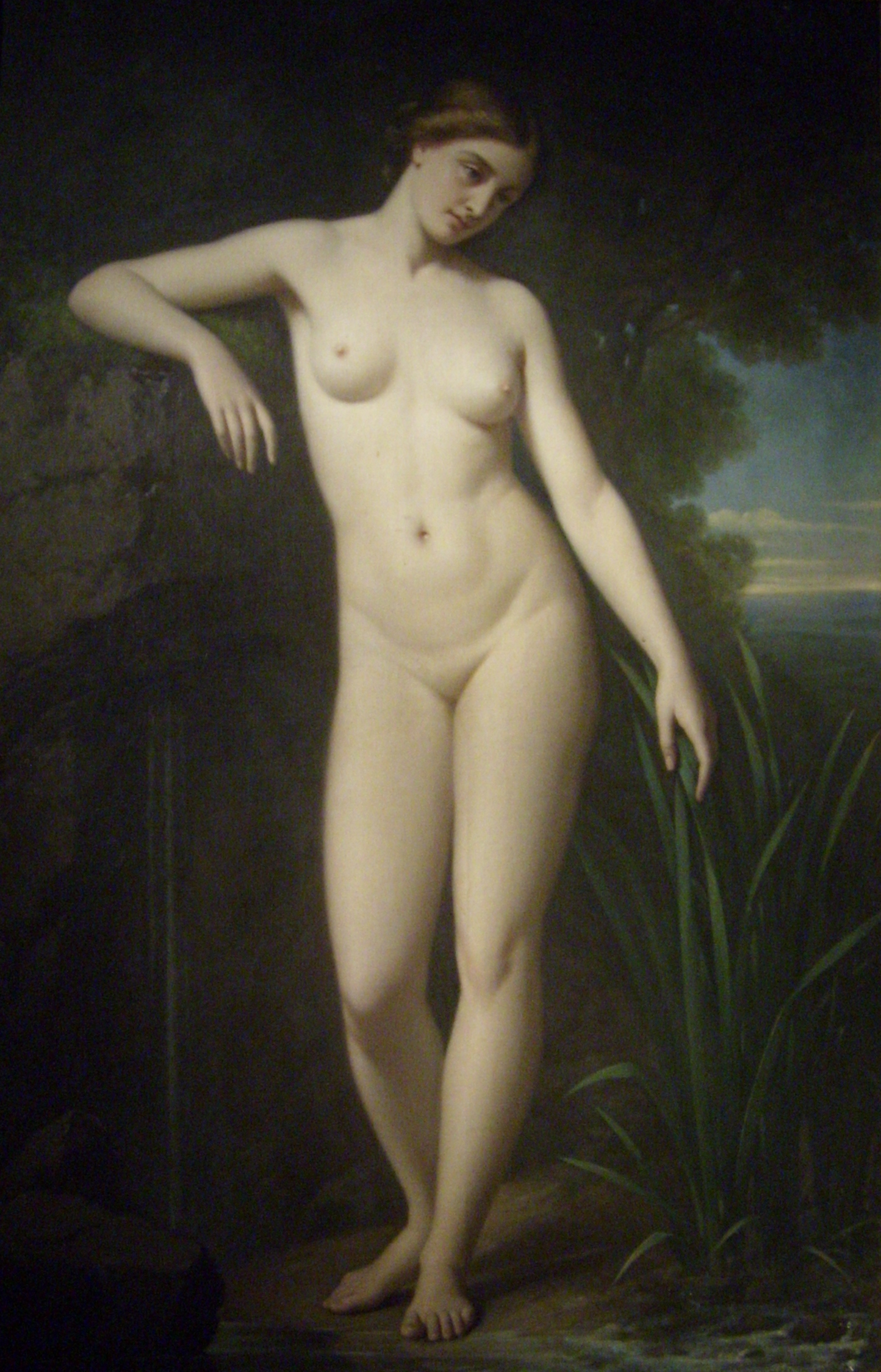
オーギュスト・ルグラ(Auguste Legras)の1874年の絵画『アレトゥーサ』。トマ＝アンリ美術館所蔵。

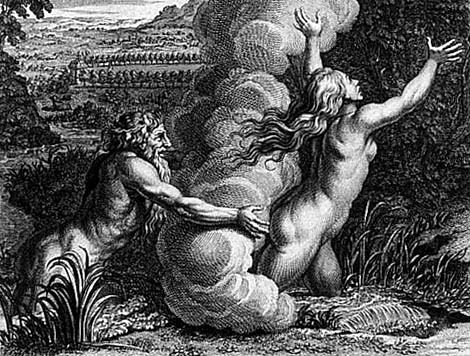
雲に覆われるアレトゥーサと、追いかけるアルペイオス。

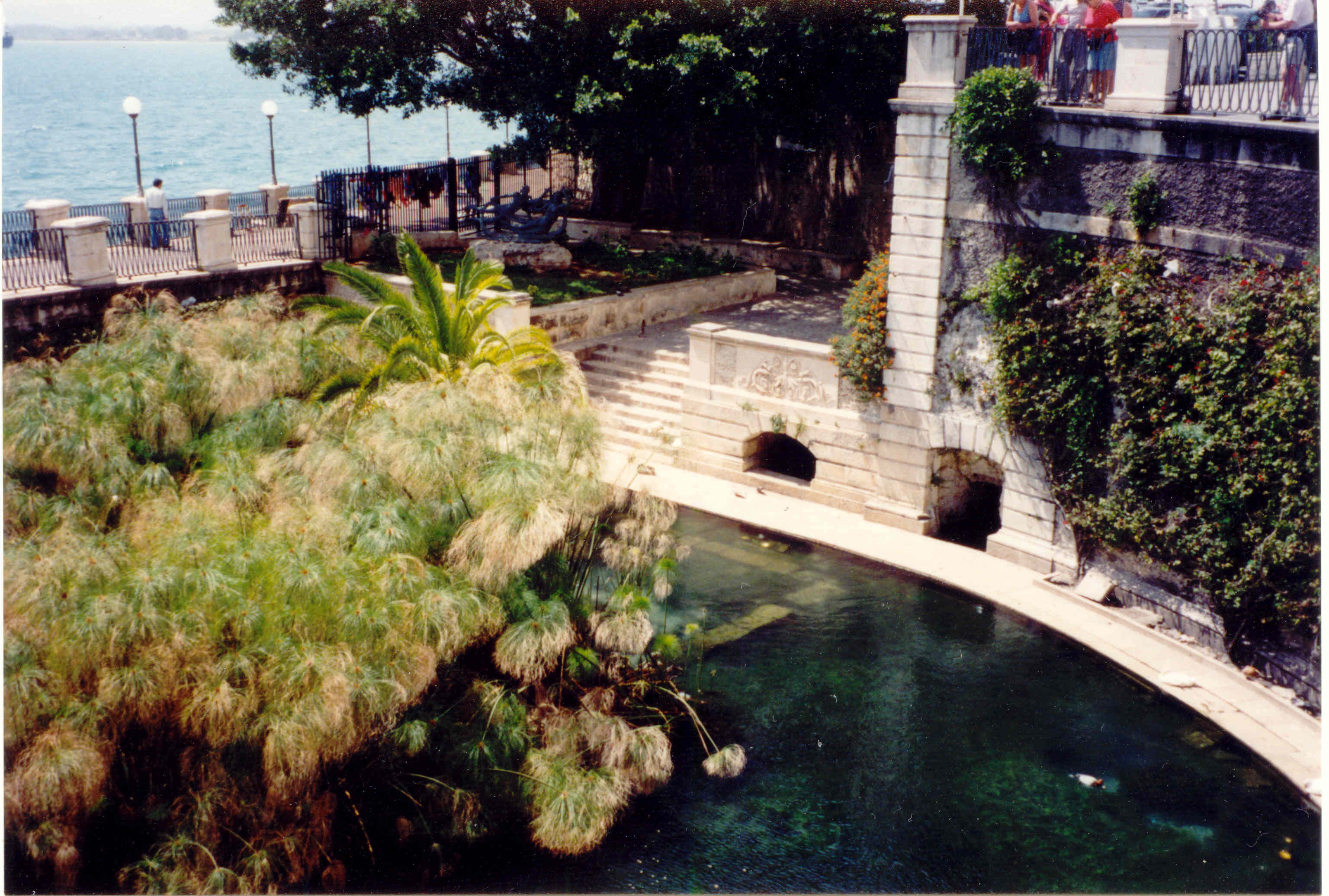
シラクサのアレトゥーサの泉。

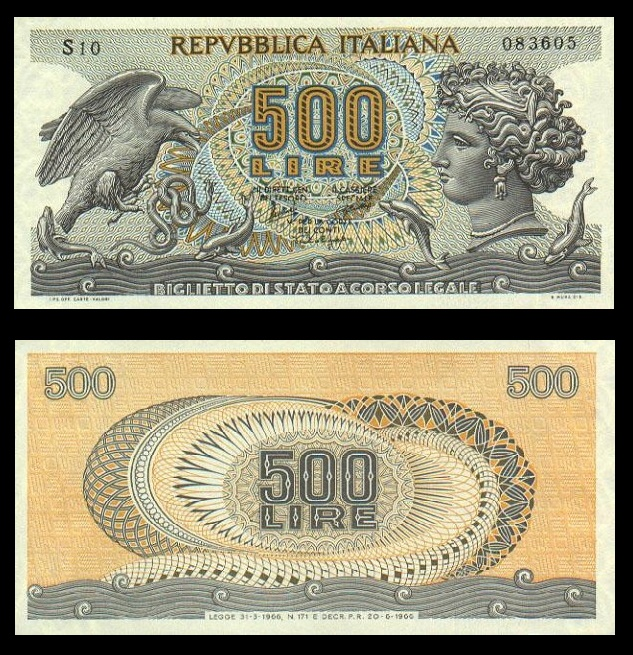
アレトゥーサの肖像がデザインされている500リラ紙幣。

アレトゥーサ（古希: Ἀρέθουσα, Arethūsa）は、ギリシア神話に登場するニュムペーである。シケリア島のシュラクーサイ近くのオルテュギアー島にあるアレトゥーサの泉に変じたことで知られる。
長音を省略してアレトゥサとも表記される。

## 神話

### 泉への変身
アレトゥーサはもともとはエーリス地方のニュムペーで、アルテミスに仕えていた。誰もが褒め称える美しい容姿を持っているのに、恋や結婚には関心がなかった。
あるときアレトゥーサは、狩りから帰るとき、疲れを癒そうとアルペイオス川で水浴びをしていた。すると突然、水の中からアレトゥーサを呼ぶ声がした。声の主は河の神アルペイオスで、アレトゥーサの魅力的な肢体に見惚れ、彼女に恋してしまったのだった。アレトゥーサは驚いて向こう岸に上がったが、服は対岸に置いたままだったので、何も着ずにそのまま逃げだした。するとアルペイオスも人の姿になり、アレトゥーサを追いかけた。走り疲れてとうとう追いつかれそうになったアレトゥーサは、捕まる寸前、アルテミスに助けを求めた。途端に、アレトゥーサの美しい肉体はみるみるうちに溶け流れ、地面に薄く広がって、水たまりのようになってしまった。願いを聞き届けたアルテミスが、アレトゥーサの体を水に変えたのだった。アルペイオスは驚き一瞬立ち止まったが、すぐさま水にもどって、アレトゥーサと混ざり合おうとした。するとアルテミスは大地を割って穴を作り、アレトゥーサはその穴に流れ込んで逃げた。地中に流れたアレトゥーサは地下水として海底の下をくぐり、やがてシュラクーサイのオルテュギアー島から泉となって湧き出した。こうして純潔を守り通したアレトゥーサは、元の姿には戻らずにその場に溜まり、アレトゥーサの泉になったといわれる。
一説によれば、アレトゥーサとアルペイオスは狩人で、アレトゥーサがアルペイオスを拒んでオルテュギアー島で泉になった後、アルペイオスも川になった。あるいはアルテミスがオルテュギアー島を得たときにニュムペーたちがアルテミスのためにアレトゥーサの泉を湧き出させたともいわれる。

### 泉の伝説
古くからアレトゥーサの泉はエーリス地方のアルペイオス川と通じていて、アルペイオス川の水が海水と混ざらず、海底を通ってアレトゥーサの泉から湧き出ていると信じられていた。ピンダロスは『ネメアー祝勝歌』でこの伝説をうたっており、またウェルギリウスも『牧歌』や『アエネーイス』でこの伝説をうたっている。ストラボーンはこの伝説について批判的だが、パウサニアースはこの伝説が、アレトゥーサとアルペイオスの物語が生まれた要因だとしている。
オウィディウスの『変身物語』では、アレトゥーサはハーデースに連れ去られたペルセポネーの行方をデーメーテールに告げている。

## その他のアレトゥーサ
- ヘスペリデスの1人[10]。
- ネーレーイスの1人[11]。
- アバースの母[12][13]。